# 韓国観光大学
韓国観光大学(ハングクかんこうだいがく)は、大韓民国京畿道利川市にある専門大学（2年制大学）である。
1997年6月に学校法人許可（学校法人巨栄学院）、2001年3月に開校した。もともと校名は韓国観光ホテル専門大学という名称で許可を得たが、開校直前に現在の韓国観光大学に名称変更している。

## 学科
現在学科は2系列12学科ある。
- 観光実務系列
  - ホテル経営科
  - 観光経営科
  - 外食産業科
  - 観光イベント科
  - デジタル観光科
  - 観光レジャー福祉科
  - 航空サービス科
  - 観光英語科
  - 観光日本語科
  - 観光中国語科

- 観光調理系列
  - ホテル調理科
  - 製菓製パン科

## 国際関係
韓国国外の大学・短大との交流も活発で、日本の大学・短大へも在学生が短期留学している。

### 国際交流締結校（日本）
- 長崎国際大学
- 岡山商科大学
- 四国学院大学
- 大阪観光大学（韓国観光大学HPでは「大阪明浄大学」と掲載しているが大阪観光大学と思われる）

※同校HPには長崎短期大学と岡山商科大学に短期留学しているとの情報があるが、それ以外の学校との具体的な学生派遣については言及がない。